# Stvorenje (1985.)
"Stvorenje" (engleski "Creature", znan i kao "Titan Find") je američki ZF horor film iz 1985. godine kojeg je režirao William Malone. Film je nastao na valu popularnosti hita "Osmi putnik", a sam dizajn čudovišta je gotovo identičan "Alienu".

## Radnja
U budućnosti, dvije suparničke korporacije, zapadnonjemačka "Richter Dynamics" i američki "NTI", se bore za prevlast u potrazi za resursima izvan Zemlje. Na Titanu, mjesecu Saturna, njemački radnici u nekom rudniku iskopaju neku kapsulu u kojoj se nalazi spavajuće vanzemaljsko čudovište. Jedan radnik želi fotografirati nalaz, no biće se budi i ubija ih. Nekoliko sati kasnije, jedini preživjeli radnik, očito ranjen, se sa svemirskim brodom sudari s obližnjom svemirskom stanicom. "NTI" odmah odluči istražiti slučaj i na Titan šalje skupinu ljudi, među kojima su Mike Davison, Beth, David Perkins i drugi. Međutim, kada slete na površinu Titana, zemlja se uruši i njihov brod ostaje zarobljen. 
Ekipa istraži rudnik i otkiva jedinog preživjelog radnika, Nijemca Hansa, koji ih upozori na stvorenje. Vanzemaljac uspije uhvatiti Susan i staviti parazita u njenu glavu, tako je stavljajući pod kontrolu. Ona uspije privuči Jona, koji stoga također postaje žrtva čudovišta. Zombi Jon nagovori ekipu da se premijeste u njemački brod, a tamo ih svorenje počinje napadati. Na kraju ostaju samo Mike, Beth i David, koji uspiju postaviti bombu na stovrenje i tako ga uništiti. Potom popravljaju svemirski brod i napuštaju Titan.

## Glumci
- Stan Ivar – Mike Davison
- Wendy Schaal – Beth Sladen
- Lyman Ward – David Perkins
- Robert Jaffe – Jon Fennel
- Diane Salinger – Melanie Bryce
- Annette McCarthy – Dr. Wendy H. Oliver
- Klaus Kinski – Hans Rudy Hofner

## Nagrade
- 2 nominacije za nagradu Saturn (najbolji horor film, specijalni efekti)

## Vanjske poveznice
- Stvorenje u internetskoj bazi filmova IMDb-a
- Stvorenje na Rotten Tomatoes